# Liste der denkmalgeschützten Objekte in Neuberg an der Mürz
Die Liste der denkmalgeschützten Objekte in Neuberg an der Mürz enthält die 22 denkmalgeschützten, unbeweglichen Objekte der österreichischen Gemeinde Neuberg an der Mürz im steirischen Bezirk Bruck-Mürzzuschlag.

## Denkmäler
| Foto |                 | Denkmal | Standort                                 | Beschreibung | Metadaten |
| ---- | --------------- | --- | ---------------------------------------- | --- | --- |
| ja   | Datei hochladen | Aufnahmsgebäude HERIS-ID: 13444 Objekt-ID: 9633                                                                    | Bahnhofstraße 2 Standort KG: Kapellen    | 1879 erbaut, typischer Nebenstreckenbahnhof mit Natursteinfassade aus roh behauenen Material. Fenster- und Türstürze sind in Ziegel ausgeführt. Der Giebel zeigt Holzzierrat in Laubsägemanier. Heute ist im Gebäude ein Kaffeehaus mit angeschlossener Kaffeerösterei untergebracht. | BDA-Hist.: Q38178622 Status: Bescheid Stand der BDA-Liste: 2025-06-30 Name: Aufnahmsgebäude GstNr.: .148 |
| ja   | Datei hochladen | Kath. Pfarrkirche hl. Margaretha HERIS-ID: 13441 Objekt-ID: 9630                                                   | Standort KG: Kapellen                    | Die Kirche ist der Wetterpatronin St. Margaretha geweiht. 1329 erstmals urkundlich erwähnt, ab 1346 dem Stift Neuberg zugeordnet. Im selben Jahr wird sie im Auftrag von Abt Simon v. Boltersdorf vergrößert und das Presbyterium erbaut. 1460 gehen Kirche und die angeschlossenen Güter endgültig in den Besitz von Neuberg über. 1633 werden auf Anordnung des Abtes Baltasar Hübmann die gotischen Altäre entfernt und durch neue ersetzt, gleichzeitig erfolgt die Umgestaltung des Innenraums in dem Stil, wie er auch heute noch erhalten ist. 1786 wird Kapellen nach Auflösung von Neuberg unter Joseph II. wieder zur eigenständigen Lokalkuratie, 1859 erfolgt die Aufwertung zur Pfarre. | BDA-Hist.: Q38178497 Status: § 2a Stand der BDA-Liste: 2025-06-30 Name: Kath. Pfarrkirche hl. Margaretha GstNr.: .3 Pfarrkirche Kapellen an der Mürz                                                                                      |
| ja   | Datei hochladen | Friedhofsmauer HERIS-ID: 13442 Objekt-ID: 9631                                                                     | bei Dorfstraße 1 Standort KG: Kapellen   | | BDA-Hist.: Q38178520 Status: § 2a Stand der BDA-Liste: 2025-06-30 Name: Friedhofsmauer GstNr.: 7/2 |
| ja   | Datei hochladen | Berghaus HERIS-ID: 110767 Objekt-ID: 128488                                                                        | Tirol 7 Standort KG: Krampen             | Jagdhaus am Eisernen Thörl oberhalb von Tirol. Es wurde für Kaiser Franz Joseph Mitte des 19. Jahrhunderts errichtet, und später zur Jagdvilla ausgebaut. | BDA-Hist.: Q37820660 Status: § 2a Stand der BDA-Liste: 2025-06-30 Name: Berghaus GstNr.: 541/1 |
| ja   | Datei hochladen | Arbeiter-/Angestelltenwohnhaus HERIS-ID: 13467 Objekt-ID: 9657                                                     | Lanau 1 Standort KG: Mürzsteg            | | BDA-Hist.: Q38179109 Status: Bescheid Stand der BDA-Liste: 2025-06-30 Name: Arbeiter-/Angestelltenwohnhaus GstNr.: .172/1 |
| ja   | Datei hochladen | Pfarrhof HERIS-ID: 13464 Objekt-ID: 9654                                                                           | Mürzsteg 7 Standort KG: Mürzsteg         | Der barocke ehemalige Pfarrhof schließt unmittelbar an den Chor der Pfarrkirche an. | BDA-Hist.: Q38179028 Status: § 2a Stand der BDA-Liste: 2025-06-30 Name: Pfarrhof GstNr.: .9/1 |
| ja   | Datei hochladen | Kath. Pfarrkirche, Schmerzhafte Mutter HERIS-ID: 13463 Objekt-ID: 9653                                             | Mürzsteg 7 Standort KG: Mürzsteg         | Die Pfarrkirche wurde ursprünglich im Jahr 1785 errichtet. Beim Neubau 1898 erfuhr die Kirche eine Orientierung nach Westen; so wurde das frühere Schiff zum Chorraum. | BDA-Hist.: Q38179002 Status: § 2a Stand der BDA-Liste: 2025-06-30 Name: Kath. Pfarrkirche, Schmerzhafte Mutter GstNr.: .9/2 Pfarrkirche Mürzsteg                                                                                          |
| ja   | Datei hochladen | Schule, Volksschule HERIS-ID: 13465 Objekt-ID: 9655                                                                | Mürzsteg 24 Standort KG: Mürzsteg        | | BDA-Hist.: Q38179083 Status: § 2a Stand der BDA-Liste: 2025-06-30 Name: Schule, Volksschule GstNr.: .12/1 |
| ja   | Datei hochladen | Ehem. Jagdschloss Kaiser Franz Josephs I. HERIS-ID: 13466 Objekt-ID: 9656                                          | Mürzsteg 27, 28 Standort KG: Mürzsteg    | Kaiser Franz Josef I. ließ sich 1869 dieses Jagdschloss erbauen. Die Pläne für das im Schweizerstil erbauten Landhaus stammten von August Schwendenwein und seinem Partner, dem Hofarchitekten Johann Romano. Der Bau wurde 1879 und 1903 deutlich erweitert. Seit 1947 dient das Schloss dem jeweils amtierenden österreichischen Bundespräsidenten als Sommersitz. | BDA-Hist.: Q1503346 Status: § 2a Stand der BDA-Liste: 2025-06-30 Name: Ehem. Jagdschloß Kaiser Franz Josephs I. GstNr.: .6, .13, 102/1 Jagdschloss Mürzsteg                                                                               |
| ja   | Datei hochladen | Aufnahmsgebäude Neuberg an der Mürz HERIS-ID: 13481 Objekt-ID: 9671                                                | Bahnhofstraße 4 Standort KG: Neuberg     | Die dreiteilige Baugruppe aus dem Jahr 1879 ist in Natursteinmauerwerk mit reich gegliederten und verzierten Holzfachwerkgiebeln gestaltet. Das Bahnsteigdach ruht auf Säulen aus Gusseisen. Im ehemaligen Hofwarteraum sind die geätzten Fensterscheiben und die hölzerne Kassettendecke erhalten. | BDA-Hist.: Q38179428 Status: Bescheid Stand der BDA-Liste: 2025-06-30 Name: Aufnahmsgebäude Neuberg an der Mürz GstNr.: .240 Bahnhof Neuberg an der Mürz                                                                                  |
| ja   | Datei hochladen | Wohnhaus, ehem. Pfarrkirche hl. Anna HERIS-ID: 13476 Objekt-ID: 9666                                               | Hauptstraße 10 Standort KG: Neuberg      | Die gotische Anlage mit Chor und Querschiff, ohne Langhaus, mit abgetreppten Strebepfeilern wurde um 1420 durch Abt Sigismund Gartner erbaut. Die Anna-Kapelle war bis Ende des 15. Jahrhunderts Pfarrkirche. 1786 profaniert, wurde das Gebäude unterteilt und zum Wohnhaus umgestaltet. | BDA-Hist.: Q38179341 Status: Bescheid Stand der BDA-Liste: 2025-06-30 Name: Wohnhaus, ehem. Pfarrkirche hl. Anna GstNr.: .12 Wohnhauskirche Neuberg an der Mürz                                                                           |
| ja   | Datei hochladen | Flur-/Wegkapelle, Johannes-Nepomuk-Kapelle HERIS-ID: 13478 Objekt-ID: 9668                                         | Hauptstraße 19 Standort KG: Neuberg      | Die Kapelle mit einer Statue des heiligen Johannes von Nepomuk entstand nach der Mitte des 18. Jahrhunderts. | BDA-Hist.: Q38179398 Status: § 2a Stand der BDA-Liste: 2025-06-30 Name: Flur-/Wegkapelle, Johannes-Nepomuk-Kapelle GstNr.: .332 |
| ja   | Datei hochladen | Stallhof oder Lindenhof HERIS-ID: 13472 Objekt-ID: 9662                                                            | Kirchengasse 2 Standort KG: Neuberg      | Nebengebäude von Stift Neuberg | BDA-Hist.: Q64512931 Status: Bescheid Stand der BDA-Liste: 2025-06-30 Name: Stallhof oder Lindenhof GstNr.: 1243 |
| ja   | Datei hochladen | Ruinen im Schlösslpark HERIS-ID: 13473 Objekt-ID: 9663                                                             | bei Kirchengasse 2 Standort KG: Neuberg  | Die Ruinen im „Schlösslpark“ umfassen Reste von Kellergewölben und gehen offenbar auf das im 18. Jahrhundert großteils abgebrochene sogenannte „Jagdschloss“ zurück, das außerhalb der Klosterummauerung lag. | BDA-Hist.: Q38179239 Status: Bescheid Stand der BDA-Liste: 2025-06-30 Name: Ruinen im Schlösslpark GstNr.: 17/1 |
| ja   | Datei hochladen | Kirchhof/Friedhof ehemaliger, ehem. Friedhofsmauer HERIS-ID: 13475 Objekt-ID: 9665                                 | Kirchsteig 1 Standort KG: Neuberg        | Hof und Einfassungsmauer der Grünangerkirche | BDA-Hist.: Q38179332 Status: § 2a Stand der BDA-Liste: 2025-06-30 Name: Kirchhof/Friedhof ehemaliger, ehem. Friedhofsmauer GstNr.: 74/1                                                                                                   |
| ja   | Datei hochladen | Kath. Filialkirche Mariae Himmelfahrt am grünen Anger HERIS-ID: 13474 Objekt-ID: 9664                              | neben Maierhof 2 Standort KG: Neuberg    | Die einheitlich spätgotische Kirche Maria Himmelfahrt am grünen Anger (Grünangerkirche) in Alpl, 1477–1522 für eine Bruderschaft erbaut, war vom 16. Jahrhundert (anstelle der Anna-Kirche) bis zur Aufhebung des Stifts 1786 Pfarrkirche. Das Pfarrgeschehen verlagerte sich aber in die ehemalige Stiftskirche, diese Kirche wurde kaum mehr genutzt. 1994 erwarb die Pfarre sie von den Bundesforsten zurück, seither wird sie instand gesetzt. Kirchhof und Ummauerung, und der danebenstehende Meierhof, sind ebenfalls geschützt. | BDA-Hist.: Q38179284 Status: Bescheid Stand der BDA-Liste: 2025-06-30 Name: Kath. Filialkirche Mariae Himmelfahrt am grünen Anger GstNr.: .15 Grünangerkirche Neuberg                                                                     |
| ja   | Datei hochladen | Meierhof HERIS-ID: 13480 Objekt-ID: 9670                                                                           | Maierhof 3 Standort KG: Neuberg          | In Alpl, unweit der Grünangerkirche. | BDA-Hist.: Q38179416 Status: Bescheid Stand der BDA-Liste: 2025-06-30 Name: Meierhof GstNr.: .16/2 |
| ja   | Datei hochladen | Ehem. Zisterzienserkloster-Stiftsgebäude mit wandfester Ausstattung und Ummauerung HERIS-ID: 13469 Objekt-ID: 9659 | Stift Neuberg 1 Standort KG: Neuberg     | Das Stift wurde 1327 gegründet und 1786 aufgelöst. Der gotische Gebäudekomplex um die Stiftskirche wurde anschließend als Verwaltungsgebäude verwendet und dient heutzutage hauptsächlich als Wohnhausanlage. | BDA-Hist.: Q649933 Status: Bescheid Stand der BDA-Liste: 2025-06-30 Name: Ehem. Zisterzienserkloster-Stiftsgebäude mit wandfester Ausstattung und Ummauerung GstNr.: 1243, .1/2, 3, 12/3, 1240, 1/1, 1241, 1242 Stift Neuberg an der Mürz |
| ja   | Datei hochladen | Kath. Pfarrkirche Mariae Himmelfahrt HERIS-ID: 13470 Objekt-ID: 9660                                               | bei Stift Neuberg 1 Standort KG: Neuberg | 1327 wurde auf Initiative des Herzogs Otto der Fröhliche mit Mönchen aus dem Stift Heiligenkreuz in Neuberg das Stift Neuberg gegründet, welches 1786 von Kaiser Joseph II. aufgehoben wurde. Im Zuge der Aufhebung des Klosters wurde die Stiftskirche Pfarrkirche und die ehemalige Pfarrkirche Grünangerkirche Neuberg wurde zur Filialkirche abgestuft. | BDA-Hist.: Q63226162 Status: Bescheid Stand der BDA-Liste: 2025-06-30 Name: Kath. Pfarrkirche Mariae Himmelfahrt GstNr.: .1/2 Pfarrkirche Neuberg an der Mürz                                                                             |
| ja   | Datei hochladen | Ehem. kaiserliches Jagdschloss (Kaisermuseum) HERIS-ID: 13471 Objekt-ID: 9661                                      | Schloss Neuberg 1 Standort KG: Neuberg   | Der Trakt im Südosten des Stiftskomplexes wurde Mitte des 19. Jahrhunderts für Kaiser Franz Joseph I. als Jagdschloss adaptiert und bis zur Errichtung des Jagdsitzes in Mürzsteg (1869) von Kaiser Franz Joseph I. genutzt. | BDA-Hist.: Q64512930 Status: Bescheid Stand der BDA-Liste: 2025-06-30 Name: Ehem. kaiserliches Jagdschloß (Kaisermuseum) GstNr.: 1242 |
| ja   | Datei hochladen | Wirtschaftsgebäude (ehem. Stallgebäude) HERIS-ID: 84995 Objekt-ID: 99166                                           | bei Stift Neuberg 1 Standort KG: Neuberg | Nebengebäude von Stift Neuberg | BDA-Hist.: Q64512933 Status: Bescheid Stand der BDA-Liste: 2025-06-30 Name: Wirtschaftsgebäude (ehem. Stallgebäude) GstNr.: 1/1 |
| ja   | Datei hochladen | Springbrunnenbecken im Garten HERIS-ID: 84997 Objekt-ID: 99168                                                     | bei Stift Neuberg 1 Standort KG: Neuberg | Ein Überrest des ehemaligen Stiftsgartens von Neuberg | BDA-Hist.: Q64512935 Status: Bescheid Stand der BDA-Liste: 2025-06-30 Name: Springbrunnenbecken im Garten GstNr.: 3 |